# Casa della Fontana Piccola

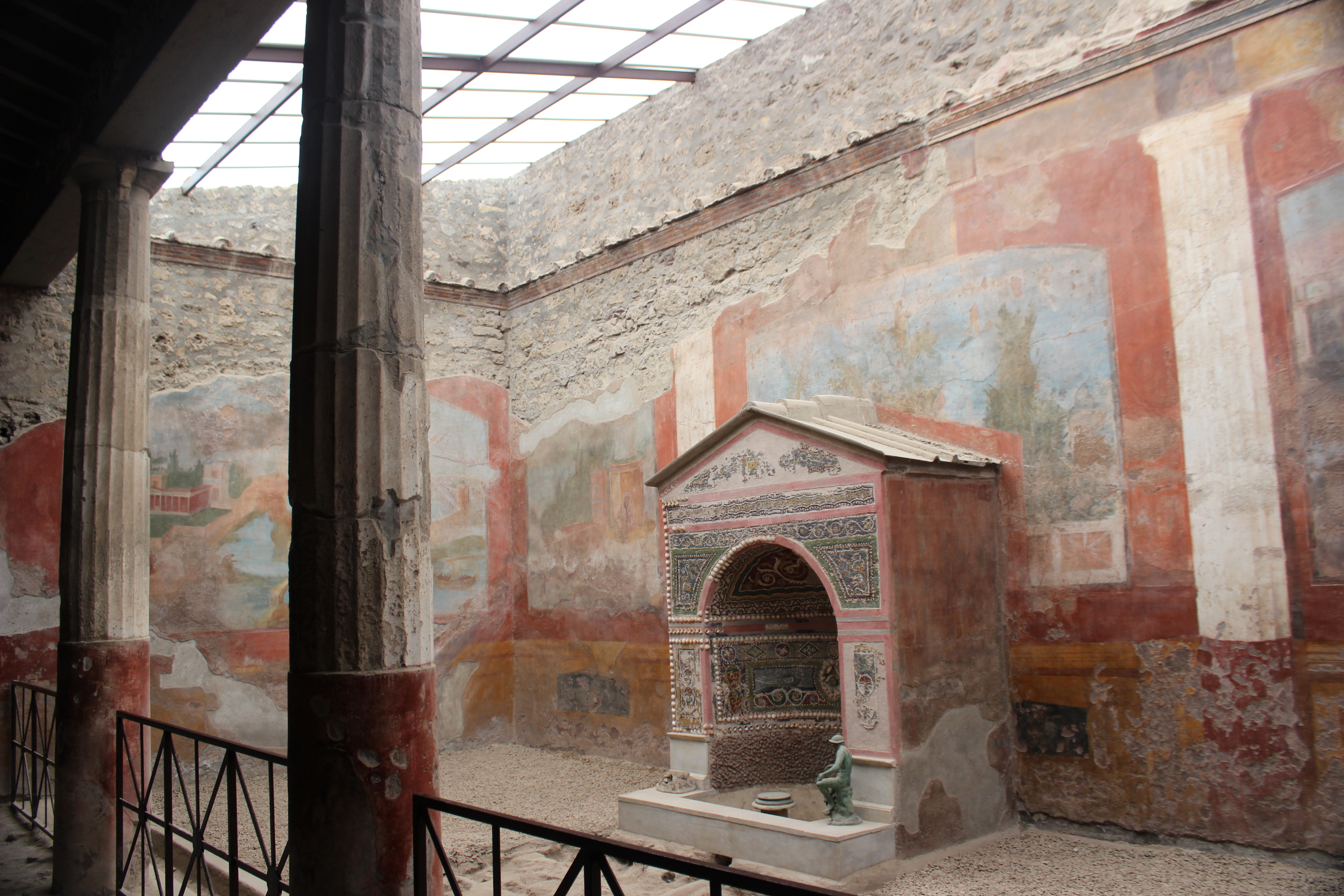
Der mit Mosaiken dekorierte Brunnen im Peristyl des Hauses

Die Casa della Fontana Piccola (Haus des kleinen Brunnens) ist ein Wohnhaus in Pompeji (VI 8, 23.24), das zunächst 1823 und dann weiter 1826/1827 ausgegraben wurde. Das Haus erhielt seinen modernen Namen von einem mit Mosaiken dekorierten Brunnen im Peristyl. Das Haus ist reich mit Wandmalereien im 4. Stil dekoriert. Das Haus ist zum großen Teil modern überdacht.

## Beschreibung
Das Haus stammt aus dem 2. Jahrhundert v. Chr., der größte Teil der Wanddekoration stammt dagegen aus den Jahren kurz vor dem Vulkanausbruch von 79. n. Chr. Die Casa della Fontana Piccola hat zwei Eingänge und zwei Fauces, von denen man jeweils in ein Atrium  gelangt. Hinter dem großen Atrium, das sich im linken Teil des Hauses befindet, folgt ein Tablinum und darauf das Peristyl, in dem der mit Mosaiken dekorierte Brunnen steht. Am Brunnen fanden sich zwei Bronzestatuetten, die heute im Archäologischen Nationalmuseum Neapel aufbewahrt werden. Vor Ort stehen heute Kopien. Die Wände des Peristyls sind mit Landschaftsmalereien dekoriert. Viele Räume im Haus haben noch Malereien im 4. Stil, die vergleichsweise gut erhalten sind, obwohl oftmals verblasst.

## Galerie

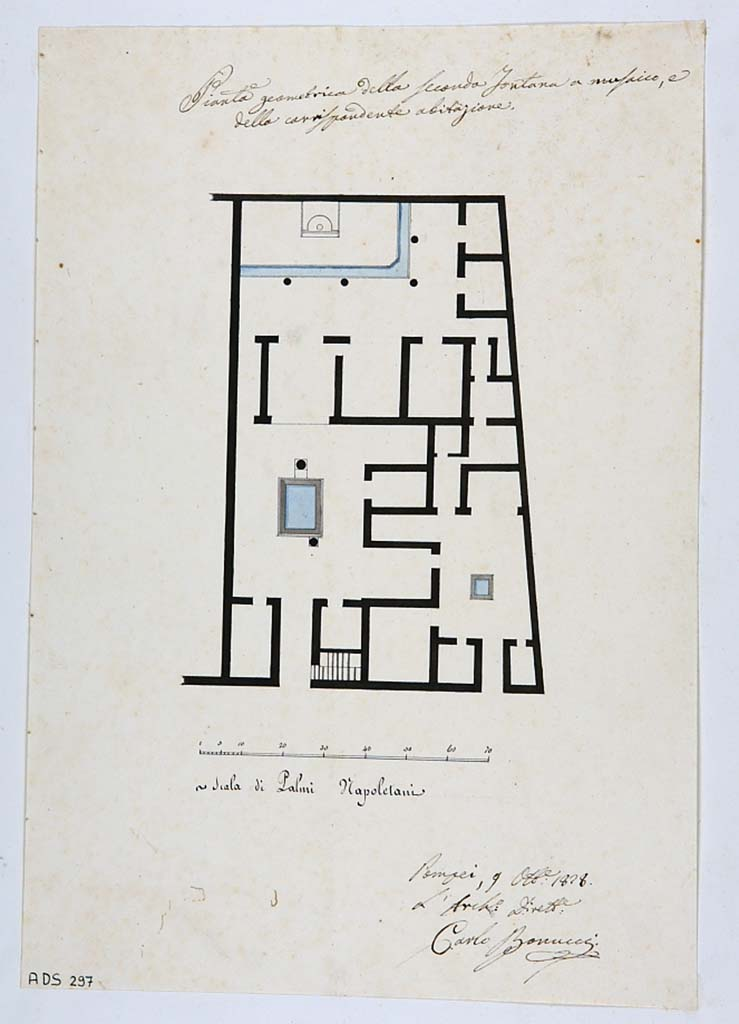
Grundriss des Hauses
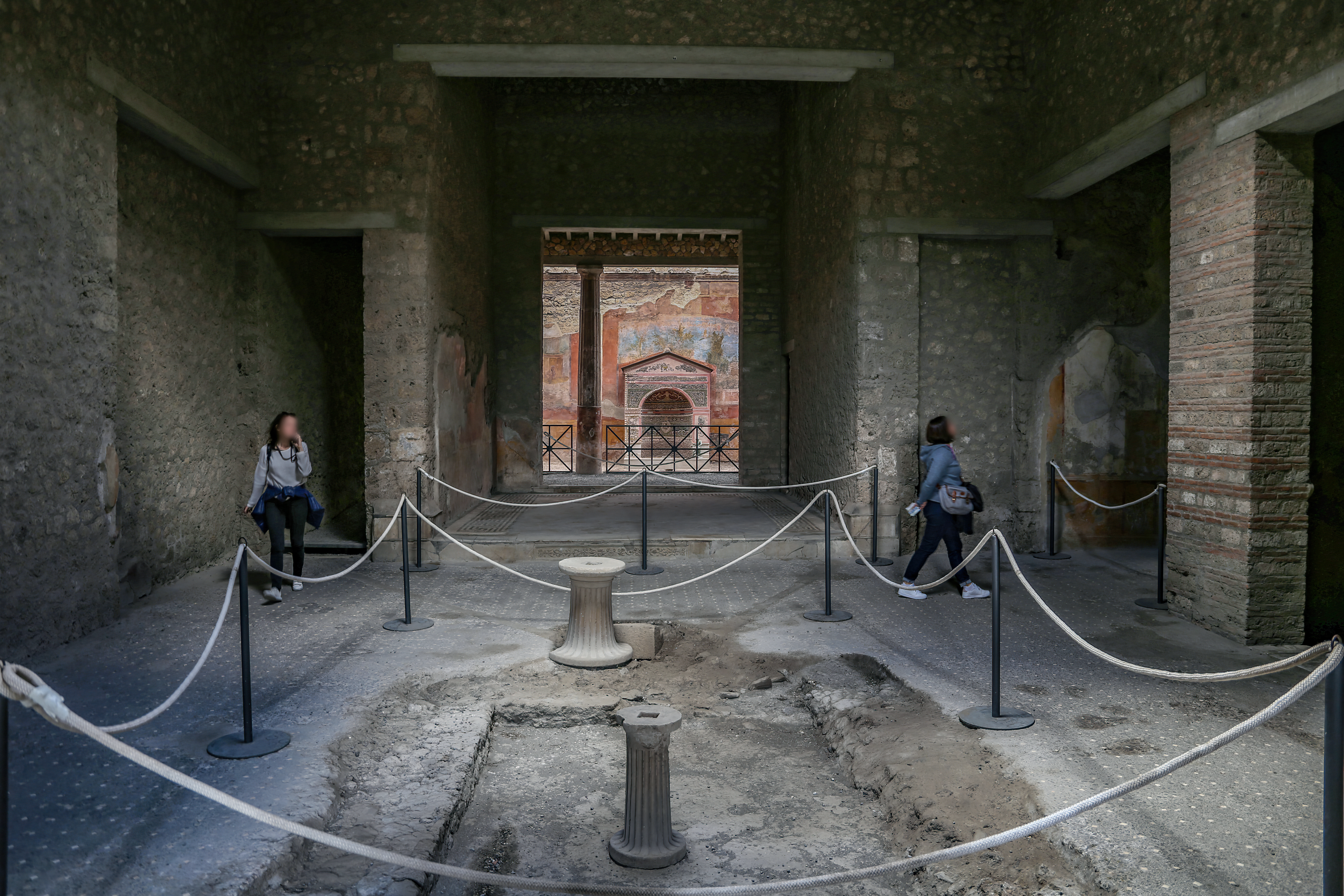
Atrium mit Blick auf den Brunnen
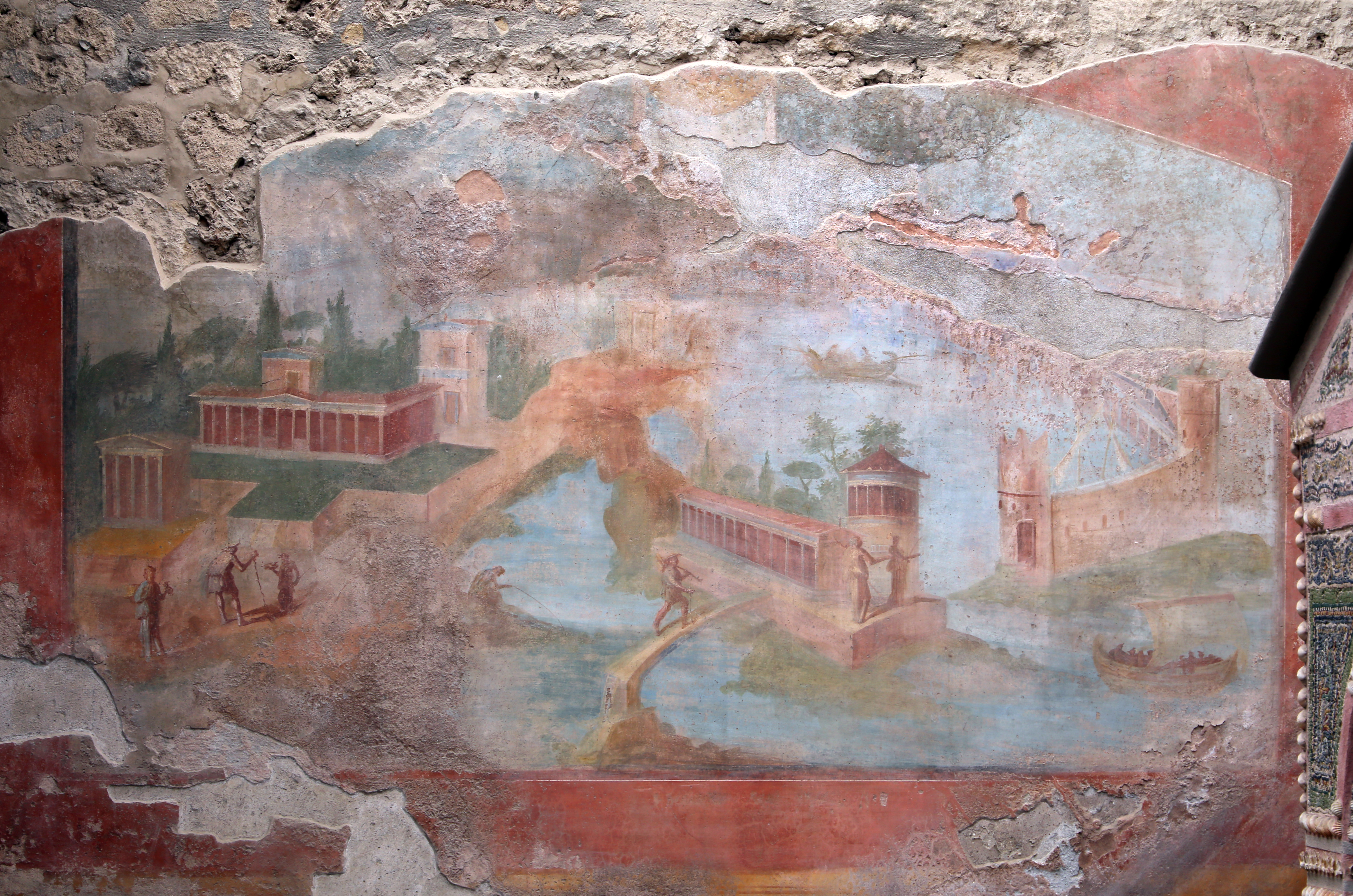
Landschaftsmalerei im Peristyl
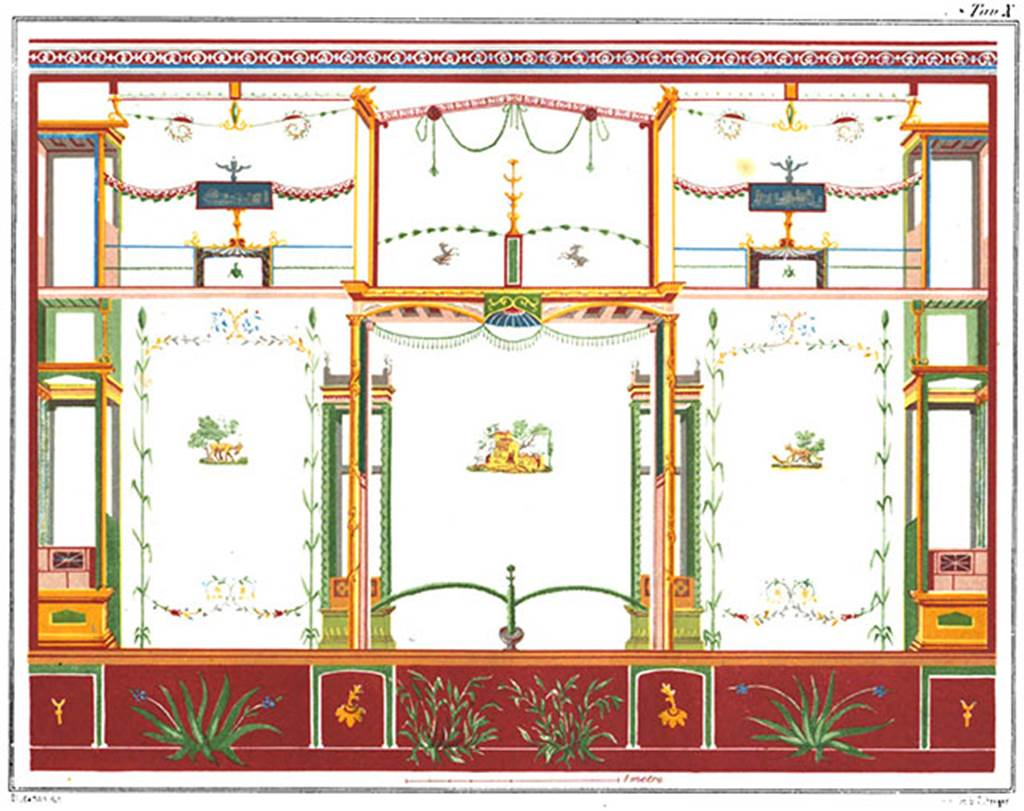
Wandmalerei, Kopie des 19. Jahrhunderts
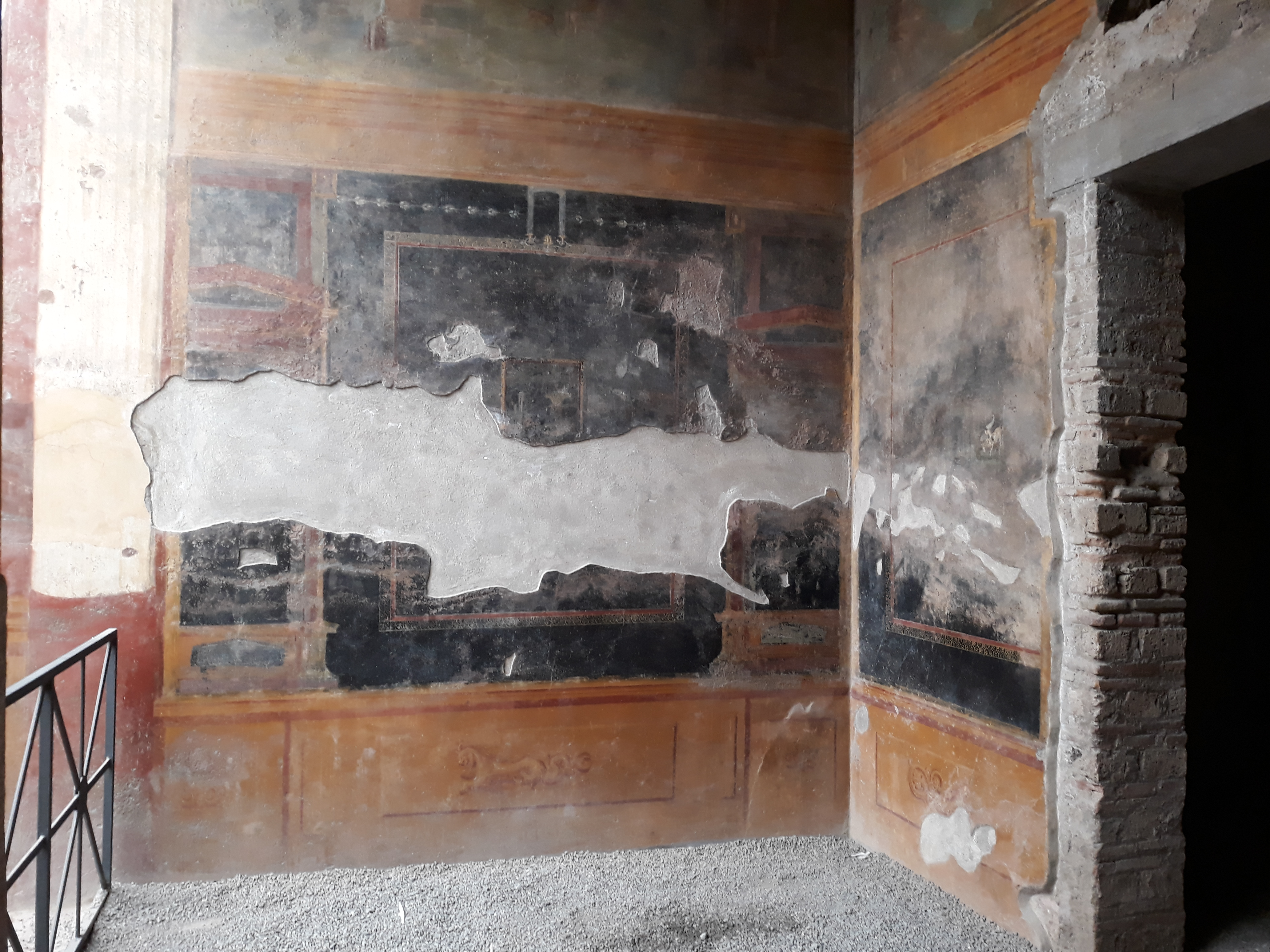
Wandmalerei, schwarzgrundige Wand